# Georges de La Rochethulon
Georges Thibaut de La Rochethulon, né le 8 janvier 1868 à Versailles et mort le 14 août 1941 à Talmont-Saint-Hilaire, est un homme politique français.

## Biographie
Fils du général Fernand Thibaut de La Rochethulon, petit-fils d'Eugène de Ladoucette et arrière-petit-fils de Claude-René Thibaut de Noblet de La Rochethulon, il est élève au collège Stanislas, puis à l'École militaire de Saint-Cyr et à l'École de cavalerie de Saumur. Lieutenant au 31e régiment de dragons en 1893, il donne sa démission en 1897 pour se consacrer à l'exploitation agricole de ses domaines.
Secrétaire-adjoint de la Société des agriculteurs de France et maire de Talmont-Saint-Hilaire de 1900 à 1902, il est élu député au premier tour de scrutin dans la 1re circonscription des Sables-d'Olonne en 1902. Il s'inscrit au groupe de l'Action libérale.

## Sources
- « Georges de La Rochethulon », dans le Dictionnaire des parlementaires français (1889-1940), sous la direction de Jean Jolly, PUF, 1960 [détail de l’édition]